# تانگون
تانگون (کره‌ای: 단군; هانجا: 檀君) یا وانگوم تانگون، پادشاه و بنیانگذار افسانه ای پادشاهی گوجوسان می‌باشد. او پادشاهی خود را در اطراف لیائونینگ، منچوری و شمال شبه جزیره کره آغاز کرد. طبق افسانه‌ها به او نوه بهشت یا پسر خرس می‌گویند. او پادشاهی گوجوسان را در سال ۲۳۳۳ قبل از میلاد مسیح تأسیس کرد. او آفریننده نظام امپراتوری و قدرت واحد پادشاهی بود. مراحل رسیدن دانگون به رویای خود که تبدیل حکومت تیره‌شاهی به نظام تمرکز قدرت یا همان پادشاهی، در سریال سرگذشت اسدال با آب و تاب‌های فراوان و ساختگی بازگویی شده است.

## آرامگاه دانگون
رهبر کره شمالی کیم ایل سونگ اصرار داشت که دانگون صرفاً یک افسانه نبود بلکه یک شخصیت تاریخی واقعی بود. در نتیجه، باستان شناسان کره شمالی مجبور شدند بقایای ادعایی و گور دانگون را پیدا کنند.
طبق یک نشریه کره شمالی، آرامگاه دانگون محل دفن دانگون افسانه ای است. این سایت حدود ۱/۸ کیلومتر مربع (۰/۷۰ مایل مربع) را در دامنه کوه تائه‌بائک در کانگدونگ اشغال می‌کند، که نباید با کوه تائه‌بائک در کره جنوبی اشتباه گرفته شود. آرامگاه دانگون به شکل یک هرم است که در هر طرف حدود ۲۲ متر (۷۲ فوت) ارتفاع و ۵۰ متر (۱۶۴ فوت) است.